# 오랜 지구 창조론
오랜 지구 창조론(영어: Old Earth creationism, OEC)은 창조론의 일종으로, 과학적으로 밝혀진 지구와 우주의 나이를 인정하지만, 긴 시간에 걸쳐서 개개의 생명체들이 창조되었다는 주장이다. 오랜 지구 창조론에서는 창세기에 쓰인 우주와 생물의 창조가 글자 그대로 6일 만에 이루어져 있다고 해석하지 않고, 날-시대 이론(day-age theory)처럼 성경에서 쓰인 '날'이라는 용어가 지질학적 시대를 상징적으로 표현한다고 설명하거나, 간격 창조론으로 제시된 것과 같이 처음의 혼돈 상태와 6일간의 창조 사이에 긴 시간이 존재했던 것으로 설명하기도 한다. 이들 설명은 많은 과학 이론들을 수용하고 있지만, 젊은 지구 창조론(YEC)을 지지하는 사람들은 오랜 지구 창조설자들이 창세기를 해석할 때 문자적 해석과 상징적 해석을 혼용하는 점을 비판한다.
날-시대 이론을 지지하는 천체물리학자 휴 로스는 창세기의 창조 1일과 4일을 다음과 같이 해석한다: 창조 1일에는 태양과 달을 포함한 하늘이 이미 창조되었지만 대기가 불투명하여 빛이 지구 표면에 도달하지 못했으며, 창조 4일에는 대기가 천체가 볼 수 있을 정도로 투명해져서 창세기의 이야기대로 징조와 계절과 날과 해를 이루는 기능을 수행할 수 있게 되었다. 그는 선캄브리아기 동안 대기 중 산소가 증가하여 안개와 구름이 줄어든 것을 자신의 해석과 연관시켰다. 그는 또한 창세기 1장의 식물을 산소를 생성하는 미생물로 해석하고, 창조 6일에 창조된 동물은 모든 지상 동물이 아니라 인간 활동에 필요한 동물이라고 보아 창조 5일에 역시 육상 동물이 창조되었을 수 있다고 제안한다.
오랜 지구 창조론 또한 창조주의에 속하며, 젊은 지구 창조론과 같이 소진화에 대해서는 인정을 하나 진화생물학에서 말하는 종간 대진화에 대해서는 의문을 표한다. 정리하자면, 우주 나이에 대한 천체물리학의 연구 결과는 받아들이되, 생명 다양성에 대한 진화생물학의 연구 결과는 거부하는 중간적인 태도라고 볼 수 있다.

## 같이 보기
- 간격설(단절설)
- 유신진화론
- 창조과학
- 유사과학
- 축자영감설
- 기독교 근본주의
- 창조연대

1. ↑  Hugh Ross, Navigating Genesis: A Scientist’s Journey through Genesis 1–11 (Covina, CA: RTB Press, 2014), 223–24.
2. ↑  Hugh Ross, Improbable Planet: How Earth Became Humanity’s Home (Grand Rapids: Baker, 2016), 108–97.
3. ↑  Hugh Ross, Navigating Genesis: A Scientist’s Journey through Genesis 1–11 (Covina, CA: RTB Press, 2014).